# جرائم المستقبل (فلم 2022)
جرائم المستقبل (بالإنجليزية: Crimes of the Future) هو فيلم رعب قادم من إخراج ديفد كروننبرغ  وبطولة فيجو مورتينسين، ليا سيدو، كريستين ستيوارت وسكوت سبيدمان.

## روابط خارجية
مقالات تستعمل روابط فنية بلا صلة مع ويكي بيانات